# Otostylis lepida
Otostylis lepida är en orkidéart som först beskrevs av Jean Jules Linden och Heinrich Gustav Reichenbach, och fick sitt nu gällande namn av Rudolf Schlechter. Otostylis lepida ingår i släktet Otostylis och familjen orkidéer. Inga underarter finns listade i Catalogue of Life.